# ديفيد بيتي
السير ديفيد ستيوارت بيتي (بالإنجليزية: David Stuart Beattie)‏ ـ (29 فبراير 1924 ـ 4 فبراير 2001) هو قاضٍ نيوزيلندي، أسترالي المولد، كان قاضيًا بالمحكمة العليا في نيوزيلندا في الفترة من 1969 إلى 1980، ثم حاكمًا عامًا للبلاد الرابع عشر في الفرة من 1980 إلى 1985. وقعت في عهده أزمة 1984 الدستورية، التي اضطرته إلى إقالة رئيس الوزراء روبرت ملدون.
اهتم بيتي أيضًا بالرياضة، وكان رئيسًا للجنة الأولمبية النيوزيلندية لأحد عشر عامًا، ورئيسًا لرابطة الألعاب الأولمبية وألعاب الكومنولث سنة 1989، وانتُخب رئيسًا لمؤسسة الرياضة مرتين. وقد حصل ـ تقديرًا لخدماته للرياضة ـ على الوسام الأولمبي.

## روابط خارجية
- ديفيد بيتي على موقع أوليمبيديا (الإنجليزية)